# Bukayo Saka
Bukayo Ayoyinka Temidayo Saka (sinh ngày 5 tháng 9 năm 2001) là một cầu thủ bóng đá chuyên nghiệp người Anh hiện đang thi đấu ở vị trí tiền vệ cánh phải cho câu lạc bộ Premier League Arsenal và đội tuyển bóng đá quốc gia Anh. Được đánh giá là một trong những cầu thủ xuất sắc nhất thế giới trong thế hệ của mình, anh nổi tiếng nhờ lối chơi giàu kỹ thuật, tính sáng tạo, khả năng rê bóng tốt và cường độ thi đấu trên sân.
Saka đã dành toàn bộ sự nghiệp câu lạc bộ chuyên nghiệp của mình cho Arsenal, nơi anh đã giành được một FA Cup và hai FA Community Shield. Sau cả hai mùa giải 2020–21 và 2021–22, anh đã được vinh danh là Cầu thủ xuất sắc nhất mùa giải của Arsenal.
Saka đã đại diện cho Anh ở nhiều cấp độ trẻ khác nhau trước khi ra mắt đội tuyển quốc gia vào tháng 10 năm 2020. Anh đã từng tham dự cùng với đội tuyển Anh tại các kỳ UEFA Euro 2020 và 2024, giải đấu mà Anh đã giành ngôi á quân ở cả hai giải đấu, và FIFA World Cup 2022.

## Thiếu thời
Bukayo Ayoyinka Temidayo Saka sinh ngày 5 tháng 9 năm 2001 tại Ealing, Đại Luân Đôn, Anh, có cha mẹ là người Yoruba đến từ Nigeria, Adenike và Yomi Saka. Anh là con út trong gia đình hai con. Cha mẹ anh di cư từ Nigeria đến Luân Đôn vì lý do kinh tế. Anh theo học tại Trường tiểu học Giáo hội Anh Edward Betham trước khi học tại Trường trung học Greenford, nơi anh đạt điểm cao trong kỳ thi GCSE với bốn điểm A* và ba điểm A. Trước khi gia nhập Arsenal, Saka đã chơi bóng đá trẻ cho câu lạc bộ địa phương Greenford Celtic.

## Sự nghiệp câu lạc bộ

### Sự nghiệp ban đầu
Từng chơi cho đội trẻ Watford, Saka gia nhập Học viện Hale End của Arsenal khi mới 8 tuổi.

### Arsenal

#### 2018–19: Mùa giải đầu tiên
Vào ngày 29 tháng 11 năm 2018, Saka có trận ra mắt cho đội một Arsenal trong trận đấu với Vorskla Poltava tại UEFA Europa League khi vào sân thay Aaron Ramsey ở phút thứ 68. Vào ngày 13 tháng 12, Saka có trận ra mắt tại sân nhà cho Arsenal trong trận đấu với Qarabağ tại Europa League. Vào ngày 1 tháng 1 năm 2019, Saka có trận ra mắt tại Premier League trong chiến thắng 4–1 của đội trước Fulham khi vào sân thay Alex Iwobi ở phút thứ 83. Cũng trong trận đấu đó, anh trở thành cầu thủ đầu tiên sinh năm 2001 chơi trong một trận đấu Premier League. Anh là cầu thủ dự bị không được sử dụng trong trận thua 4–1 của Arsenal tại trận chung kết UEFA Europa League 2019 trước Chelsea vào ngày 29 tháng 5.

#### 2019–20: Danh hiệu đầu tiên với Arsenal
Saka ghi bàn thắng đầu tiên vào ngày 19 tháng 9 với một cú sút xa vào góc xa khung thành Eintracht Frankfurt tại Europa League. Anh kết thúc trận đấu đó với hai pha kiến tạo để giúp Pháo thủ giành chiến thắng 3–0. Sau trận đấu đó, Saka đã được đền đáp cho những nỗ lực của mình khi lần đầu tiên được ra sân trong chiến thắng 3–2 trên sân nhà trước Aston Villa tại Premier League. Sau đó, anh lập một pha kiến tạo cho bàn gỡ hòa của Pierre-Emerick Aubameyang trong trận hòa 1–1 tại Old Trafford trước Manchester United.

## Đời tư
Saka hâm mộ cầu thủ Thierry Henry và anh coi Alexis Sánchez là người có ảnh hưởng lớn đối với sự nghiệp của mình. Anh nói rằng anh thậm chí đã cố gắng bắt chước đôi giày của Sánchez khi anh ấy còn là cầu thủ học viện. Trong số những đồng đội cũ, Saka cho biết David Luiz đã giúp anh nhiều nhất trong sự nghiệp của mình khi anh đã nói rằng "anh ấy [David Luiz] đã nỗ lực hết mình" để giúp đỡ rất nhiều cầu thủ trẻ của Arsenal "bên trong và ngoài sân cỏ".
Saka là một Kitô hữu và đã nói rằng anh ấy đọc Kinh Thánh mỗi tối.
Vào tháng 3 năm 2024, Saka đã ra mắt dòng nước sốt peri-peri của riêng mình có tên là "PERi-PERi Saka Sauce" tại chuỗi nhà hàng Nando's.

## Thống kê sự nghiệp

### Câu lạc bộ
Tính đến 25 tháng 5 năm 2025
| Câu lạc bộ          | Mùa giải            | Giải vô địch        | Giải vô địch | Giải vô địch | FA Cup | FA Cup | EFL Cup | EFL Cup | Châu lục | Châu lục | Khác | Khác | Tổng cộng | Tổng cộng |
| Câu lạc bộ          | Mùa giải            | Hạng đấu            | Trận         | Bàn          | Trận   | Bàn    | Trận    | Bàn     | Trận     | Bàn      | Trận | Bàn  | Trận      | Bàn       |
| ------------------- | ------------------- | ------------------- | ------------ | ------------ | ------ | ------ | ------- | ------- | -------- | -------- | ---- | ---- | --------- | --------- |
| U-21 Arsenal        | 2018–19             | —                   | —            | —            | —      | —      | —       | —       | —        | —        | 4    | 1    | 4         | 1         |
| Arsenal             | 2018–19             | Premier League      | 1            | 0            | 1      | 0      | 0       | 0       | 2        | 0        | —    | —    | 4         | 0         |
| Arsenal             | 2019–20             | Premier League      | 26           | 1            | 4      | 1      | 2       | 0       | 6        | 2        | —    | —    | 38        | 4         |
| Arsenal             | 2020–21             | Premier League      | 32           | 5            | 2      | 0      | 2       | 0       | 9        | 2        | 1    | 0    | 46        | 7         |
| Arsenal             | 2021–22             | Premier League      | 38           | 11           | 1      | 0      | 4       | 1       | —        | —        | —    | —    | 43        | 12        |
| Arsenal             | 2022–23             | Premier League      | 38           | 14           | 2      | 0      | 0       | 0       | 8        | 1        | —    | —    | 48        | 15        |
| Arsenal             | 2023–24             | Premier League      | 35           | 16           | 1      | 0      | 1       | 0       | 9        | 4        | 1    | 0    | 47        | 20        |
| Arsenal             | 2024–25             | Premier League      | 25           | 6            | 0      | 0      | 3       | 0       | 9        | 6        | —    | —    | 37        | 12        |
| Arsenal             | 2025–26             | Premier League      | 0            | 0            | 0      | 0      | 0       | 0       | 0        | 0        | —    | —    | 0         | 0         |
| Arsenal             | Tổng cộng           | Tổng cộng           | 195          | 53           | 11     | 1      | 12      | 1       | 43       | 15       | 2    | 0    | 263       | 70        |
| Tổng cộng sự nghiệp | Tổng cộng sự nghiệp | Tổng cộng sự nghiệp | 195          | 53           | 11     | 1      | 12      | 1       | 43       | 15       | 6    | 1    | 267       | 71        |

1. ↑  Số lần ra sân tại EFL Trophy
2. 1 2 3 4  Số lần ra sân tại UEFA Europa League
3. 1 2  Ra sân tại FA Community Shield
4. 1 2 3  Số lần ra sân tại UEFA Champions League

### Quốc tế
Tính đến 10 tháng 6 năm 2025
| Đội tuyển quốc gia | Năm       | Trận | Bàn |
| ------------------ | --------- | ---- | --- |
| Anh                | 2020      | 4    | 0   |
| Anh                | 2021      | 10   | 4   |
| Anh                | 2022      | 10   | 3   |
| Anh                | 2023      | 8    | 4   |
| Anh                | 2024      | 11   | 1   |
| Anh                | 2025      | 1    | 0   |
| Tổng cộng          | Tổng cộng | 44   | 12  |

#### Danh sách bàn thắng quốc tế
Tính đến 10 tháng 6 năm 2025
Tỷ số và kết quả liệt kê bàn thắng của Anh được để trước, cột tỷ số cho biết tỷ số sau mỗi bàn thắng của Saka.
| #  | Ngày                 | Địa điểm                                                 | Trận | Đối thủ       | Bàn thắng | Kết quả              | Giải đấu                      |
| -- | -------------------- | -------------------------------------------------------- | ---- | ------------- | --------- | -------------------- | ----------------------------- |
| 1  | 2 June 2021          | Sân vận động Riverside, Middlesbrough, Anh               | 5    | Áo            | 1–0       | 1–0                  | Giao hữu                      |
| 2  | 5 tháng 9 năm 2021   | Sân vận động Wembley, Luân Đôn, Anh                      | 11   | Andorra       | 4–0       | 4–0                  | Vòng loại FIFA World Cup 2022 |
| 3  | 9 tháng 10 năm 2021  | Sân vận động Quốc gia Andorra, Andorra la Vella, Andorra | 12   | Andorra       | 2–0       | 5–0                  | Vòng loại FIFA World Cup 2022 |
| 4  | 15 tháng 11 năm 2021 | Sân vận động San Marino, Serravalle, San Marino          | 14   | San Marino    | 10–0      | 10–0                 | Vòng loại FIFA World Cup 2022 |
| 5  | 21 tháng 11 năm 2022 | Sân vận động Quốc tế Khalifa, Al Rayyan, Qatar           | 21   | Iran          | 2–0       | 6–2                  | FIFA World Cup 2022           |
| 6  | 21 tháng 11 năm 2022 | Sân vận động Quốc tế Khalifa, Al Rayyan, Qatar           | 21   | Iran          | 4–0       | 6–2                  | FIFA World Cup 2022           |
| 7  | 4 tháng 12 năm 2022  | Sân vận động Al Bayt, Al Khor, Qatar                     | 23   | Sénégal       | 3–0       | 3–0                  | FIFA World Cup 2022           |
| 8  | 26 tháng 3 năm 2023  | Sân vận động Wembley, Luân Đôn, Anh                      | 26   | Ukraina       | 2–0       | 2–0                  | Vòng loại UEFA Euro 2024      |
| 9  | 19 tháng 6 năm 2023  | Old Trafford, Manchester, Anh                            | 28   | Bắc Macedonia | 2–0       | 7–0                  | Vòng loại UEFA Euro 2024      |
| 10 | 19 tháng 6 năm 2023  | Old Trafford, Manchester, Anh                            | 28   | Bắc Macedonia | 4–0       | 7–0                  | Vòng loại UEFA Euro 2024      |
| 11 | 19 tháng 6 năm 2023  | Old Trafford, Manchester, Anh                            | 28   | Bắc Macedonia | 5–0       | 7–0                  | Vòng loại UEFA Euro 2024      |
| 12 | 6 tháng 7 năm 2024   | Merkur Spiel-Arena, Düsseldorf, Đức                      | 38   | Thụy Sĩ       | 1–1       | 1–1 (s.h.p.) (5–3 p) | UEFA Euro 2024                |

## Danh hiệu

### Câu lạc bộ
Arsenal
- FA Cup: 2019–20
- FA Community Shield: 2020, 2023
- Á quân UEFA Europa League: 2018–19

### Đội tuyển quốc gia
- Á quân UEFA Euro: 2020, 2024

### Cá nhân
- Cầu thủ nam Anh xuất sắc nhất năm: 2021–22, 2022–23
- Cầu thủ Ngoại hạng Anh xuất sắc nhất tháng: Tháng 3 năm 2023
- PFA Team of the Year: 2022–23
- PFA Young Player of the Year: 2022–23
- Arsenal Player of the Season: 2020–21, 2021–22
- IFFHS Men's Youth (U20) World Team: 2021
- London Football Awards Men's Young Player of the Year: 2023